# ميسنغ إن أكشن 2
ميسنغ إن أكشن 2: ذا بيغينينغ (بالإنجليزية:Missing in Action 2: The Beginning) وتعني، مفقود في الحركة 2: البداية، هو فيلم أمريكي أنتج سنة 1985، وهو من بطولة تشاك نوريس، وتدور الفيلم حول ما تبقى من حرب فيتنام.

## وصلات خارجية
- ميسنغ إن أكشن 2 على موقع IMDb (الإنجليزية)
- ميسنغ إن أكشن 2 على موقع روتن توميتوز (الإنجليزية)
- ميسنغ إن أكشن 2 على موقع نتفليكس (الإنجليزية)
- ميسنغ إن أكشن 2 على موقع ألو سيني (الفرنسية)
- ميسنغ إن أكشن 2 على موقع Turner Classic Movies (الإنجليزية)
- ميسنغ إن أكشن 2 على موقع أول موفي (الإنجليزية)
- ميسنغ إن أكشن 2 على موقع بوكس أوفيس موجو (الإنجليزية)
- ميسنغ إن أكشن 2 على موقع فيلمافينيتي (الإسبانية)
- ميسنغ إن أكشن 2 على موقع قاعدة بيانات الأفلام السويدية (السويدية)
- ميسنغ إن أكشن 2 على موقع قاعدة بيانات الفيلم (الإنجليزية)